# Richard Laymon
Richard Carl Laymon (* 14. Januar 1947 in Chicago; † 14. Februar 2001 in Los Angeles) war ein US-amerikanischer Schriftsteller, der hauptsächlich durch das Verfassen von Horrorromanen bekannt wurde. Er schrieb auch unter den Pseudonymen Carl Laymon, Richard Kelly und Lee Davis Willoughby.
Seine Romane sind durch einen einfachen, teils drehbuchartigen Stil gekennzeichnet sowie durch ihre kompromisslose Darstellung von Sex und Gewalt. Laymon gilt aufgrund von Romanen wie The Cellar oder Island als ein Autor des „plakativ Abstoßenden“.

## Leben und Werdegang
Richard Laymon wurde am 14. Januar 1947 in Chicago als zweiter Sohn von Hugh Kelly Laymon und Wanda Kathleen Hall geboren. Sein Vater, Soldat im Zweiten Weltkrieg, arbeitete für den Verleger Henry Regnery, seine Mutter kümmerte sich um die Kinder und das Zuhause. Die Familie siedelte 1963 nach Südkalifornien über. An der Willamette University in Oregon studierte er englische Literatur. Das Studium schloss er in Los Angeles an der Loyola University mit einem Magister und einem Lehramts- bzw. Bibliothekarsdiplom ab.

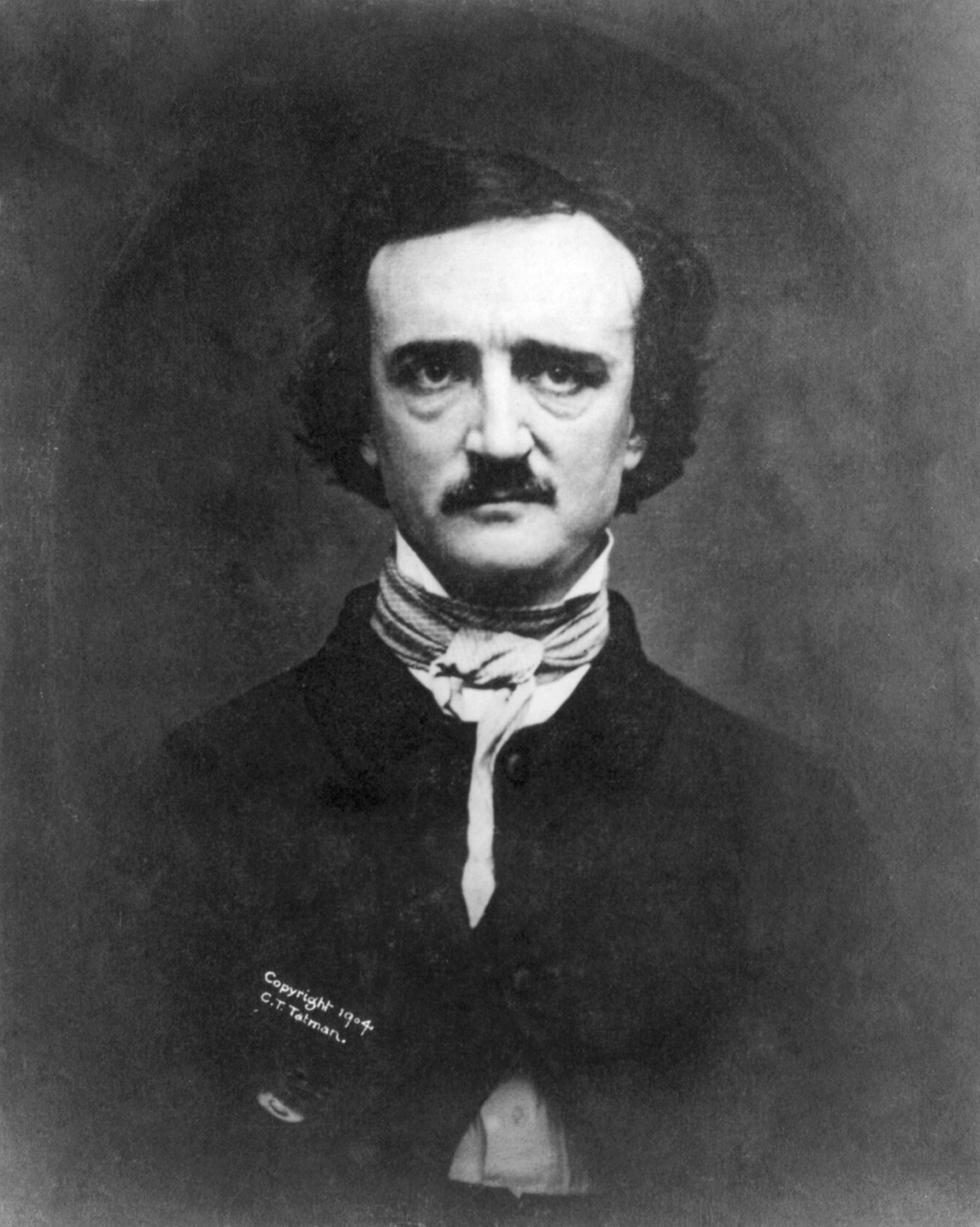
Edgar Allan Poe diente Laymon als schriftstellerisches Vorbild: „Ich bildete mir selbst ein, eine Art […] Edgar Allan Poe zu sein.“ 1997 besuchte Laymon dessen Grab in Baltimore.

Bereits während seiner Schulzeit hatte Laymon begonnen, Kurzgeschichten zu schreiben. Seine Vorbilder waren dabei Mark Twain, Ernest Hemingway und vor allem Edgar Allan Poe. Während er sich in seinem Zimmer neue Geschichten ausdachte, glaubten die Eltern, dass er Hausaufgaben mache. Seine ersten Prosawerke und Gedichte wurden in der Schülerzeitung gedruckt. In seiner Studienzeit weitete er sein Hobby zu einem Nebenjob aus. Er verkaufte Kurzgeschichten an verschiedene Magazine wie beispielsweise Ellery Queen’s Mystery Magazine, Alfred Hitchcock’s Mystery Magazine sowie Mike Shayne, Cavalier und Gallery.
Nach seinem Studium arbeitete er als Englischlehrer an einer katholischen Mädchenschule und heiratete 1976 Ann Marie Marshall, mit der er 1979 zusammen eine Tochter namens Kelly bekam. Zwei Jahre später wurde Laymon Bibliotheksassistent in der John Adams Junior High School, wo er nach einer Weile zum Bibliotheksleiter aufstieg. Nachdem ihn der Literaturagent Jay Garon an Warner Books empfohlen hatte, veröffentlichte Laymon 1980 seinen ersten Roman The Cellar, der in den Vereinigten Staaten von Amerika und in England zum Bestseller wurde. Insgesamt wurden über 250.000 Exemplare verkauft, es folgten Übertragungen ins Französische, Italienische, Spanische und Deutsche. The Woods Are Dark (1981), sein zweiter Roman, verkaufte sich verhältnismäßig schlecht und beendete abrupt seine Karriere in den USA. Laymon gab die Schuld dafür den Lektoren, die sein Werk unnötig gekürzt und somit den Inhalt verfälscht hätten:

„Ganze Absätze waren herausgestrichen worden. Zeitliche Abfolgen waren durcheinandergeraten. Durch Änderungen an der Zeichensetzung waren grammatikalische Fehler entstanden. Ich kann gar nicht beschreiben, wie übel der Roman verstümmelt worden war.“

Außerdem wurde er nach diesem Roman von den US-amerikanischen Verlegern wegen seiner ungeschminkten Darstellung von Sex und Gewalt argwöhnisch beäugt, was weitere Veröffentlichungen erschwerte. Während dieser Zeit musste er sich zum finanziellen Überleben eine Stelle bei einem Rechtsanwaltsbüro suchen, die als Bibliotheksleiter hatte er zwischenzeitlich aufgegeben. Er arbeitete fortan vier Jahre lang als Berichterstatter für Hughes & Crandall.
In Europa hingegen, vor allem in England, setzte sich der Erfolg fort. Sein langjähriger Agent Bob Tanner vermittelte Laymon an englische Verlage, die Laymons weitere Romane als Hardcover publizierten – ein Zeichen für seine steigende Popularität. In den USA hingegen wurden – wenn überhaupt – seine Romane nur noch als Paperback auf den Markt gebracht.
Anfang der neunziger Jahre erlebte Laymon dank des Kleinverlags Cemetery Dance in den USA eine Renaissance: Richard Chizmar, Verlagschef, brachte einige seiner Werke als limitierte und signierte Sonderausgaben heraus. Die Romane verkauften sich so gut, dass zweite Auflagen gedruckt werden mussten. Laymon publizierte Geschichten und Novellen in diversen Anthologien und gab 2000 seine eigene heraus: Bad News. Im selben Jahr wurde er zum Präsidenten der Horror Writers Association (HWA) ernannt und konnte mit der Vintage-Fiction Die Show seinen größten Erfolg bei Lesern und Kritikern feiern – 2001 wurde ihm dafür posthum der Literaturpreis Bram Stoker Award verliehen. Richard Laymon verstarb überraschend am 14. Februar 2001 an einem Herzanfall.
In deutscher Sprache erschien der Großteil seines Werks erst nach Laymons Tod im Wilhelm Heyne Verlag und im Festa Verlag. Inin den USA wurden mehrere Romane posthum publiziert, beispielsweise 2002 Amara (dt.: Der Käfig) oder 2005 Into the Fire (dt.: Das Loch).

## Werk
Zu Laymons Werk gehören mehr als sechzig Kurzgeschichten und über dreißig Romane, die durch ihre Gewalt- und Sexdarstellungen und ihren sehr einfach gehaltenen Schreibstil oft Kontroversen auslösen. Aufgrund eines Eingreifens der Bundesprüfstelle für jugendgefährdende Medien ist der Roman Island (dt.: Die Insel) seit September 2008 beispielsweise nur noch als zensierte Fassung erhältlich. Auch in anderen Werken wurden einige Passagen während der Übersetzung abgemildert.
Weniger bekannt sind Laymons Ausflüge in die Bereiche Jugendroman und Western, publizierte unter Pseudonymen. Als Carl Laymon veröffentlichte er die Jugend-Horrorromane Your Secret Admirer (1980) und Nightmare Lake (1983) und als Lee Davis Willoughby den Western The Lawmen (1983).
Laymons Romane lassen sich in zwei Kategorien aufteilen: natürlicher und übernatürlicher Horror. Knapp die Hälfte seiner Werke beinhalten übernatürliche, phantastische Elemente; in den übrigen findet das „Böse“ zumeist in realistischer Art und Weise in Menschengestalt Einzug in vermeintliche Idyllen und sichere Orte. The Cellar (dt. Der Keller), Resurrection Dreams (dt. Das Grab), Flesh (dt. Parasit), The Stake (dt. Der Pfahl), One Rainy Night (dt. Der Regen), Body Rides (dt. Der Gast) beinhalten beispielsweise übernatürliche Phänomene, während Blood Games (dt. Das Treffen), Savage (dt. Der Ripper), Island (dt. Die Insel), Quake (dt. Das Inferno) sowie After Midnight (dt. Nacht) und The Traveling Vampire Show (dt. Die Show) realistischen Horror behandeln.
Thema ist meistens das Eindringen des Bösen in sichere, heile Welten:

„Das wahre Monster in Laymons Roman[en] ist keine untote Kreatur, die in einem fernen Schloss lebt, sondern der Nachbar von nebenan. Der Horror entsteht aus dem Alltag heraus in einer gewöhnlichen Ortschaft, einer wie vielen anderen, durch die man auf dem Weg irgendwohin fahren könnte.“

Die betroffenen Menschen, die Terror kaum erwarten und somit am verletzlichsten sind, werden auf eine harte Überlebensprobe gestellt. Die gewohnte Zivilisation bricht zusammen.
Dabei wachsen die Opfer meist über sich hinaus, agieren durch Selbstjustiz, erliegen aber auch ihren niedrigsten Instinkten und spüren – ähnlich wie im Wiener Aktionismus – gerade dadurch ihren puren Lebenswillen. Abgestumpft durch die moderne Konsumgesellschaft, fühlen sie durch die ihnen zugefügten Schmerzen also wieder wahres Leben. Dabei bleibt Laymon ohne jegliches Mitleid, umgeht Kompromisse und Zugeständnisse. Das führt oft zu „desillusionierenden und niederschmetternden“ Enden, wie beispielsweise in The Cellar. Die moralischen Werte in Laymons Werk sind umstritten. Der Schriftsteller Dan Marlowe bezeichnete Laymon als „Stephen King ohne Gewissen“. Laymon schreibe über eine völlig willkürliche und gottlose Welt, was sein Werk zu einem schrecklichen Spiegelbild der menschlichen Natur macht.
In manchen seiner Romane behandelte Laymon explizit autobiografische Erfahrungen. Seine Schwierigkeiten und Erlebnisse mit Verlegern schilderte er in The Stake (1990), in Quake (1995) verarbeitet er seine Erfahrungen mit drei kalifornischen Erdbeben.
Laymon arbeitete viel mit Dialogen, weshalb sich seine Bücher teilweise wie Drehbücher lesen. The Cellar beispielsweise ist direkt durch Filme wie Night of The Living Dead (1968) und The Crazies (1973) inspiriert, was sich im Stil des Buches niederschlägt: Schlichte Szenen und wenige Beschreibungen dominieren. So meinte auch der Schriftsteller Brett McBean, dass der Leser durch einfache Handlung, hohes Tempo, visuelles Flair und Dialoglastigkeit bei der Lektüre unweigerlich an einen Film erinnert werde. Er bezeichnet The Woods Are Dark als Laymons filmähnlichsten Roman.

## Auszeichnungen
Sein Roman Flesh (dt.: Parasit) wurde 1988 vom Science Fiction Chronicle zum besten Horror-Roman des Jahres gewählt. Flesh, Funland sowie A Writer’s Tale und die Kurzgeschichtensammlung A Good, Secret Place wurden außerdem jeweils für den Bram Stoker Award nominiert. Laymon gewann diesen Award 2001 für The Travelling Vampire Show (dt.: Die Show). Da er kurz vor der Preisverleihung starb, nahm seine Tochter Kelly für ihn die Ehrung entgegen.

## Verfilmungen
Laymons Kurzgeschichte The Tub (dt. Die Wanne) wurde 2003 von dem Australier Carter Doyle verfilmt. Gedreht wurde in Melbourne, die Produktionskosten beliefen sich dabei auf rund 8.000 australische Dollar. Die Premiere fand am 14. November 2003 auf dem Out are the Lights Showcase Festival For Charity statt.
Regisseur Clifton Holmes und Produzent Dwayne Holmes verfilmten mit minimalen Budget und Aufwand im Jahr 2000 den Roman In the Dark (dt.: Das Spiel) in Schwarzweiß. Darüber hinaus haben die Brüder einen Trailer zu Resurrection Dreams (dt.: Das Grab) gedreht. Weitere Produktionen wie die Adaption von Island (dt.: Die Insel) oder von After Midnight (dt.: Nacht) scheiterten, weil man keine Finanzierung fand.
Independent-Filmemacher Chris Sivertson schrieb ein Drehbuch für die Verfilmung von The Traveling Vampire Show (dt.: Die Show). Das Projekt wurde bis heute nicht realisiert.

## Schriften

### Einzelveröffentlichungen
- Your Secret Admirer (1980) (als Carl Laymon)
- The Woods Are Dark (1981) (erschien 2008 in restaurierter, ungeschnittener Fassung) (dt. In den finsteren Wäldern, 2011, ISBN 978-3-86552-100-2)
- Out Are the Lights (1982) (Novelle) (dt. Licht aus! 2012, ISBN 978-3-86552-166-8)
- The Lawmen (1983) (als Lee Davis Willoughby für Band 40 der Romanreihe Making of America)
- Nightmare Lake (1983) (dt. Die Insel des Vampirs, 1998, in Mystery Gruselbox, Band 9 des Cora Verlags) (als Carl Laymon)
- Night Show (1984) (dt. Night Show, 2013, ISBN 978-3-86552-204-7)
- A Stranger’s Arm (1984) (als Carla Laymon)
- All Hallow’s Eve (1985) (dt. Das Haus, 2016, ISBN 978-3-453-67648-0)
- Beware (1985) (dt. Der Killer, 2015, ISBN 978-3-453-67645-9)
- Tread Softly (1987), in Europa: Dark Mountain (1992) (als Richard Kelly) (dt. Der Wald, 2011, ISBN 978-3-453-43596-4)
- Flesh (1987) (dt. Parasit in gebundener Ausgabe, 2001, ISBN 3-935822-08-1 / als Taschenbuch, 2010, ISBN 978-3-935822-94-7)
- Midnight’s Lair. (1988) (als Richard Kelly) (in den USA erst 1993) (dt. Die Familie, 2013, ISBN 978-3-453-67625-1)
- Resurrection Dreams. (1988) (dt. Das Grab. 2010, ISBN 978-3-453-67555-1)
- Funland (1989) (dt. Jahrmarkt des Grauens. 1992, ISBN 3-442-08092-4, Neuauflage 2013 als Die Gang. ISBN 978-3-453-67640-4)
- The Stake (1990) (dt. Der Pfahl, 2010, ISBN 978-3-453-67580-3)
- One Rainy Night (1991) (dt. Der Regen, 2009, ISBN 978-3-453-67554-4)
- Island (1991) (dt. Die Insel, 2006, ISBN 3-453-67511-8)
- Darkness, Tell Us (1991) (dt. Der Geist, 2014, ISBN 978-3-453-67649-7)
- Blood Games (1992) (dt. Das Treffen, 2007, ISBN 978-3-453-67543-8)
- Alarums (1992) (dt. Das Auge, 2017, ISBN 978-3-453-67543-8)
- Endless Night (1993) (dt. Die Jagd, 2009, ISBN 978-3-453-67542-1)
- Savage (1993) (dt. Im Zeichen des Bösen, 1995, ISBN 3-442-42983-8 / Der Ripper, 2009, ISBN 978-3-453-67581-0)
- In the Dark (1994) (dt. Das Spiel, 2007, ISBN 978-3-453-67535-3)
- Quake (1995) (dt. Das Inferno, 2010, ISBN 978-3-453-67582-7)
- Bite (1996) (dt. Vampirjäger, 2004, ISBN 3-935822-79-0 / in Neuauflage mit neuem Cover, 2010, ISBN 978-3-86552-125-5)
- Body Rides (1996) (dt. Der Gast, 2012, ISBN 978-3-453-43531-5)
- Fiends (1997) (dt. Furien, 2010, ISBN 978-3-86552-136-1) (Novelle)
- After Midnight (1997) (dt. Nacht, 2007, ISBN 978-3-453-67536-0)
- The Wilds (1998) (dt. "Die Wildnis", enth. in "Die Tür", 2017)
- A Writer’s Tale (1998) (Autobiografie)
- Cuts (1999) (dt. Die Klinge, 2014, ISBN 978-3-453-67650-3)
- Among the Missing (1999) (dt. Das Ende, 2018, ISBN 978-3453677142)
- Come Out Tonight (1999) (dt. Rache, 2006, ISBN 3-453-67503-7)
- Once Upon A Halloween (2000)
- The Traveling Vampire Show (2000) (dt. Die Show, 2008, ISBN 978-3-453-67512-4)
- Night in the Lonesome October (2001) (dt. Finster, 2010, ISBN 978-3-453-67583-4)
- The Halloween Mouse (2001) (zusammen mit Alan M. Clark) (Kinderbuch)
- No Sanctuary (2001) (dt. Die Spur, 2015, ISBN 978-3-453-67646-6)
- Amara (2003), in den USA: To Wake the Dead (2004) (dt. Der Käfig, 2011, ISBN 978-3-453-43530-8)
- The Lake (2004) (dt. Das Ufer, 2016, ISBN 978-3-453-67647-3)
- The Glory Bus (2005), in den USA: Into the Fire (2006) (dt. Das Loch, 2012, ISBN 978-3-453-67626-8)

### The Beast House Chronicles
1. The Cellar (1980) (dt. Haus der Schrecken, 1991, ISBN 3-442-08087-8 / Im Keller, enthalten im Sammelband Der Keller, 2008, ISBN 978-3-453-43351-9)
2. The Beast House (1986) (dt. Das Horrorhaus, enthalten im Sammelband Der Keller, 2008, ISBN 978-3-453-43351-9)
3. The Midnight Tour (1998) (dt. Mitternachtstour, enthalten im Sammelband Der Keller, 2008, ISBN 978-3-453-43351-9)
4. Friday Night in the Beast House (2001)  (dt. Die Tür, 2017, ISBN 978-3-453-67673-2)

### Fastback-Reihe
1. Shootout At Joe’s (1984)
2. Dawson City (1984)
3. The Intruder (1984)
4. Last Hand (1985)
5. Live Bait (1985)
6. Lonely One (1985)
7. Night Ride (1985)
8. Guts (1985) (aka The Hearse)
9. Caller (1985)
10. The Cobra (1985)
11. Marathon (1985)
12. Cardiac Arrest (1985)
13. Night Games (1985)
14. The Trap (1985)
15. The Beast (1986)
16. The Night Creature (1986)
17. Beginner’s Luck (1986)
18. Halloween Hunt (1987)
19. Thin Air (1987)
20. Return (1987)

### Kurzgeschichten-Sammlungen
- Out Are the Lights: And Other Tales (1982)
- A Good, Secret Place (1992)
- Ten Tales (1994) (zusammen mit Neal Barrett Jr. und Wendy Hornsby)
- Fiends (1997) (dt. Furien, 2010, ISBN 978-3-86552-136-1)
- Dreadful Tales (2000)
- Bad News (2000) (nur als Herausgeber)
- Madman Stan and Other Stories (2004) (dt. Der verrückte Stan, 2018, ISBN 978-3-86552-705-9)
- Triage (2008) (zusammen mit Jack Ketchum und Edward Lee)

### Autobiografie
1998 veröffentlichte Richard Laymon A Writer’s Tale, eine auf 526 Exemplare limitierte Autobiografie, in der er unter anderem auf die Entstehungsprozesse seiner einzelnen Geschichten eingeht.